# Glaresis
Glaresis  es el único género de escarabajos  de la familia Glaresidae. La familia está estrechamente relacionada y antiguamente incluida en la familia Scarabaeidae. Aunque las especies que la integran se distribuyen en áreas arenosas y áridas por todo el mundo (excepto Australia), solo se han colectado adultos nocturnos, y aun se desconocen tanto las larvas como la biología de Glaresis. Debido a sus asociaciones estrechas con sus hábitats, muchas especies tienen distribuciones geográficas muy limitadas, e incluso se han visto muy amenazados por la desaparición de sus hábitats.
Son escarabajos pequeños, de 2½–6 mm de longitud, con patas cortas y gruesas. Los colores varían desde bronce hasta marrón oscuro. En la década de 1980 C. H. Scholtz y otros trataron sin éxito de criar Glaresis en laboratorio. 
Glaresis fue clasificado originalmente con Trogidae (una subfamilia dentro de Scarabaeidae), y tiene muchas características de los scarabaeoides "primitivos", pero no tiene afinidad con ninguno de esos grupos. De hecho podrían pertenecer a Trogidae. Scholtz argumentó que Glaresis es el tipo de scarabaeoide más primitivo, pero las investigaciones más recientes indican que esta posición pertenece a Pleocomidae. Las especies en Norte, Centro y Sudamérica fueron revisadas por Robert Gordon y Guy Hanley (enero de 2014) en el Journal Insecta Mundi.

## Especies
- Glaresis alfierii
- Glaresis arenata
- Glaresis beckeri
- Glaresis canadensis
- Glaresis carthagensis
- Glaresis cartwrighti
- Glaresis ceballosi
- Glaresis celiae
- Glaresis clypeata
- Glaresis confusa
- Glaresis contrerasi
- Glaresis dakotensis
- Glaresis desperata
- Glaresis ecostata
- Glaresis exasperata
- Glaresis foveolata
- Glaresis franzi
- Glaresis freyi
- Glaresis fritzi
- Glaresis frustrata
- Glaresis gineri
- Glaresis gordoni
- Glaresis handlirschi
- Glaresis hispana
- Glaresis holmi
- Glaresis holzschuhi
- Glaresis howdeni
- Glaresis impressicollis
- Glaresis inducta
- Glaresis kocheri
- Glaresis koenigsbaueri
- Glaresis longisternum
- Glaresis lomii
- Glaresis mandibularis
- Glaresis maroccana
- Glaresis mauritanica
- Glaresis medialis
- Glaresis mendica
- Glaresis methneri
- Glaresis minuta
- Glaresis namibensis
- Glaresis penrithae
- Glaresis obscura
- Glaresis orientalis
- Glaresis oxiana
- Glaresis pardoi
- Glaresis pardoalcaidei
- Glaresis phoenicis
- Glaresis porrecta
- Glaresis quedenfeldti
- Glaresis rufa
- Glaresis texana
- Glaresis thiniensis
- Glaresis tripolitana
- Glaresis villiersi
- Glaresis walzlae
- Glaresis zarudniana
- Glaresis zvirgzdinsi